# Longicyatholaimus
Longicyatholaimus är ett släkte av rundmaskar. Longicyatholaimus ingår i familjen Cyatholaimidae.
Kladogram enligt Catalogue of Life och Dyntaxa:
| Longicyatholaimus | \| \| Longicyatholaimus complexus \| \| \| \| \| \| Longicyatholaimus longicaudatus \| \| \| \| \| \| Longicyatholaimus marilyniae \| \| \| \| \| \| Longicyatholaimus trichocauda \| \| \| \| |
|                   | \| \| Longicyatholaimus complexus \| \| \| \| \| \| Longicyatholaimus longicaudatus \| \| \| \| \| \| Longicyatholaimus marilyniae \| \| \| \| \| \| Longicyatholaimus trichocauda \| \| \| \| |
|                   | Longicyatholaimus complexus |
|                   | |
|                   | Longicyatholaimus longicaudatus |
|                   | |
|                   | Longicyatholaimus marilyniae |
|                   | |
|                   | Longicyatholaimus trichocauda |
|                   | |